# Marco Haller
Marco Haller (Sankt Veit an der Glan, 1 april 1991) is een Oostenrijks wielrenner die anno 2025 rijdt voor Tudor Pro Cycling Team.

## Carrière
Haller was voorheen ook op de baan actief. Zo werd hij bij de nieuwelingen en de junioren Oostenrijks kampioen op de 500 en 1000 meter, achtervolging, keirin, puntenkoers, scratch en sprint. In 2009 werd hij derde op het wereldkampioenschap wielrennen op de weg bij de junioren, en twee jaar later vijfde bij de beloften. Datzelfde jaar werd hij Oostenrijks kampioen achtervolging bij de elite.
In 2012 maakte Haller zijn profdebuut bij het Russische Team Katjoesja. In 2015 werd hij Oostenrijks kampioen op de weg.

## Baanwielrennen

### Palmares
| Jaar         | OK                                                             | EK           | WK           | Overig       |
| Nieuwelingen | Nieuwelingen                                                   | Nieuwelingen | Nieuwelingen | Nieuwelingen |
| ------------ | -------------------------------------------------------------- | ------------ | ------------ | ------------ |
| 2006         | Achtervolging · 500m                                           |              |              |              |
| 2007         | 500m · Achtervolging · Keirin · Puntenkoers · Scratch · Sprint |              |              |              |
| Junioren     |                                                                |              |              |              |
| 2006         | Sprint                                                         |              |              |              |
| 2007         |                                                                |              |              |              |
| 2008         | Sprint · Scratch · 1km · Keirin · Achtervolging · Puntenkoers  |              |              |              |
| Elite        |                                                                |              |              |              |
| 2011         | 1km · Achtervolging · Sprint                                   |              |              |              |

## Wegwielrennen

### Overwinningen
2007
 Oostenrijks kampioen op de weg, Nieuwelingen
2009
1e etappe Vredeskoers, Junioren
1e, 4e, 5e en 6e etappe Ronde van Abitibi, Junioren
2012
4e etappe Ronde van Peking
2013
Bergklassement Driedaagse van De Panne-Koksijde
3e etappe Tour des Fjords (ploegentijdrit)
2014
8e etappe Ronde van Oostenrijk
2015
Eindklassement Tour des Fjords
 Oostenrijks kampioen op de weg, Elite
2022
4e etappe Ronde van Noorwegen
BEMER Cyclassics

## Resultaten in voornaamste wedstrijden
| Jaar | Ronde van Italië | Ronde van Frankrijk | Ronde van Spanje |
| ---- | ---------------- | ------------------- | ---------------- |
| 2012 |                  |                     |                  |
| 2013 |                  |                     |                  |
| 2014 |                  |                     |                  |
| 2015 |                  | 126e                |                  |
| 2016 |                  | 162e                |                  |
| 2017 |                  | 155e                | 118e             |
| 2018 |                  |                     |                  |
| 2019 | 116e             | 148e                |                  |
| 2020 |                  | 143e                |                  |
| 2021 |                  | 127e                |                  |
| 2022 |                  | 87e                 |                  |
| 2023 |                  | 78e                 |                  |
| 2024 |                  | 85e                 |                  |
| 2025 |                  | 97e                 |                  |

| Jaar | Milaan-San Remo | Gent-Wevelgem | Ronde van Vlaanderen | Parijs-Roubaix |  | WK op de weg |  | Wereldranglijsten |
| ---- | --------------- | ------------- | -------------------- | -------------- |  | ------------ |  | ----------------- |
| 2012 |                 |               |                      | buit.tijd      |  |              |  | 181e (UWT)        |
| 2013 |                 | opgave        | opgave               | opgave         |  |              |  |                   |
| 2014 |                 |               |                      |                |  | opgave       |  | 229e (UWT)        |
| 2015 | 60e             |               | 48e                  | 48e            |  | 26e          |  | 209e (UWT)        |
| 2016 | 127e            | 77e           | 113e                 | 101e           |  | 34e          |  |                   |
| 2017 | 100e            | opgave        | opgave               | 87e            |  | 112e         |  | 443e (UWT)        |
| 2018 |                 |               | opgave               | 90e            |  |              |  |                   |
| 2019 | 17e             | 27e           | 53e                  | 16e            |  | opgave       |  |                   |
| 2020 | opgave          | opgave        | 55e                  |                |  |              |  |                   |
| 2021 |                 | opgave        | 40e                  | 17e            |  | opgave       |  |                   |
| 2022 | 50e             | 81e           | 102e                 | opgave         |  |              |  |                   |
| 2023 | 17e             | 39e           | opgave               | 80e            |  | 31e          |  |                   |
| 2024 | 37e             | 55e           | 33e                  | opgave         |  |              |  |                   |
| 2025 | 72e             | 48e           | 45e                  | 12e            |  |              |  |                   |

## Ploegen
- 2010 –  Tyrol Team
- 2011 –  Adria Mobil
- 2012 –  Katjoesja Team
- 2013 –  Katjoesja Team
- 2014 –  Team Katjoesja
- 2015 –  Team Katjoesja
- 2016 –  Team Katjoesja
- 2017 –  Team Katjoesja Alpecin
- 2018 –  Team Katjoesja Alpecin
- 2019 –  Team Katjoesja Alpecin
- 2020 –  Bahrain McLaren
- 2021 –  Bahrain-Victorious
- 2022 –  BORA-hansgrohe
- 2023 –  BORA-hansgrohe
- 2024 –  BORA-hansgrohe
- 2025 –  Tudor Pro Cycling Team

Fajt · Furdi · Gnezda · Gorenc · Haller · Hočevar · Jarc · Mahorič · Nose · Segina · Zagar
Belkov · 
Broett · 
Caruso ·
Florencio ·
Freire ·
Galimzjanov (tot 15/04) ·
Goesev ·
Haller ·
Horrach · 
Ignatenko · 
Ignatjev · 
Isajtsjev ·
Koetsjynski ·
Kolobnev ·
Kristoff ·
Kritski ·
Losada · 
Mensjov ·
Moreno ·   
Paolini · 
Porsev ·  
Rodríguez · 
Selig ·
Smukulis · 
Špilak · 
Tsatevitsj · 
Trofimov ·
Vantomme ·
Vicioso · 
Vorganov ·
Koeznetsov (stagiair) ·
Vorobjov (stagiair) ·
Zakarin (stagiair)
Belkov · 
Broett · 
Caruso ·
Florencio ·
Goesev ·
Haller · 
Ignatenko · 
Ignatjev · 
Isajtsjev ·
Koetsjynski ·
Koeznetsov ·
Kolobnev ·
Kozontsjoek ·
Kristoff ·
Kritski ·
Losada · 
Mensjov (tot 19/05) ·
Moreno ·   
Paolini · 
Porsev ·  
Rodríguez · 
Selig ·
Smukulis · 
Špilak · 
Tsatevitsj · 
Tsjernetski ·
Trofimov ·
Vicioso · 
Vorganov ·
Vorobjov ·
Antonov (stagiair) ·
Razoemov (stagiair) ·
Nikolajev (stagiair) 
Belkov · Broett · Caruso · Goesev · Haller · Ignatenko · Ignatjev · Isajtsjev · Koetsjynski · Koeznetsov · Kolobnev · Kotsjetkov · Kozontsjoek · Kristoff · Losada · Moreno · Paolini · Porsev · Rodríguez · Rybakov · Selig · Silin · Smukulis ·  Špilak · Trofimov · Tsatevitsj · Tsjernetski · Vicioso · Vorganov · Vorobjov · Bystrøm (stagiair)
Belkov · Bystrøm · Caruso · Guarnieri · Haller · Isajtsjev · Koeznetsov · Kolobnev · Kotsjetkov · Kozontsjoek · Kristoff · Lagoetin · Losada · Machado · Moreno · Paolini · Porsev · Rodríguez · Selig · Silin · Smukulis ·  Špilak · Trofimov · Tsatevitsj · Tsjernetski · Vicioso · Vorganov · Vorobjov · Zakarin · Politt (stagiair) · Restrepo (stagiair)
Belkov · Bystrøm · Guarnieri · Haller · Isajtsjev · Koeznetsov · Kotsjetkov · Kozontsjoek · Kristoff · Lagoetin · Losada · Machado · Mamykin · Mørkøv · Politt · Porsev · Restrepo · Rodríguez · Silin · Špilak · Taaramäe · Tsatevitsj · Tsjernetski · Van den Broeck · Vicioso · Vorganov · Vorobjov · Zakarin · Maes (stagiair)
Belkov · Biermans · Bystrøm · Gonçalves · Haller · Hollenstein · Kišerlovski · Koeznetsov · Kotsjetkov · Kristoff  · Lammertink · Losada · Machado · Mamykin · Martin   · Mathis · Mørkøv · Planckaert · Politt · Restrepo · Špilak · Taaramäe · Vicioso · Würtz Schmidt · Zabel · Zakarin · Havik (stagiair)
Belkov · Biermans · Boswell · Cras · Dowsett · Fabbro · Gonçalves · Haas · Haller · Hollenstein · Kittel · Kišerlovski · Koeznetsov · Kotsjetkov · Lammertink · Machado · Martin · Mathis · Planckaert · Politt · Restrepo · Smit · Špilak · Würtz Schmidt · Zabel · Zakarin
Battaglin · Biermans · Boswell · Cras · Debusschere · Dowsett · Fabbro · Gonçalves · Guerreiro · Haas · Haller · Hollenstein · Kittel · Koeznetsov · Kotsjetkov · Navarro · Politt · Smit · Špilak · Strachov · Tanfield · Würtz Schmidt · Zabel · Zakarin
Arashiro · Battaglin · Bauhaus · Bilbao · Bole · Buitrago · Capecchi · Caruso · Cavendish · Colbrelli · Davies · Feng · García Cortina · Haller · Haussler · Inkelaar · Landa · Mohorič · Novak · Padoen · Pernsteiner · Pibernik · Poels · Sieberg · Teuns · Tratnik · Valls · Williams · Wright
Arashiro · Bauhaus · Bilbao · Buitrago · Capecchi · Caruso · Colbrelli  · Davies · Feng · Jack · Haller · Haussler · Inkelaar · Landa · Madan · Mäder · Milan· Mohorič · Novak · Padoen · Pernsteiner · Poels · Sieberg · Teuns · Tratnik · Valls · Williams · Wright
Aleotti · Archbold · Benedetti · Bennett · Buchmann · Fabbro · Gamper · Großschartner · Haller · Higuita · Hindley · Kämna · Kelderman · Koch · Konrad · Laas · Lührs · Meeus · Mullen · Palzer · Politt · Pöstlberger · Schachmann · Schelling · Uijtdebroeks · van Poppel · Vlasov · Walls · Wandahl · Zwiehoff · Lipowitz (stagiair)
Aleotti · Archbold · Benedetti · Bennett · Buchmann · Denz · Fabbro · Gamper · Haller · Higuita · Hindley · Jungels · Kämna · Koch · Konrad · Koretzky · Lipowitz · Lührs · Meeus · Mullen · Palzer · Politt · Schachmann · Schelling · Uijtdebroeks · van Poppel · Vlasov · Walls · Wandahl · Zwiehoff
Adrià · Aleotti · Benedetti (tot 18/8) · Buchmann · Denz · Gamper · Hajek · Haller · Herzog · Higuita · Hindley · Jungels · Kämna · Koch · Lipowitz · Lührs · Maciejuk · Martínez · Meeus · Mullen · Palzer · Roglič · Schachmann · Sobrero · van Poppel · Vlasov · Wandahl · Welsford · Zwiehoff